# Phidippus tigris
Phidippus tigris es una especie de araña araneomorfa del género Phidippus, familia Salticidae. Fue descrita científicamente por Edwards en 2004.
Habita en los Estados Unidos.